# Halové mistrovství Československa v atletice 1984
Halové mistrovství Československa v atletice 1984 se konalo v Jablonci nad Nisou ve dnech 18. a 19. února 1984.

## Medailisté

### Muži
| Soutěž        | Zlato                    | Stříbro                  | Bronz                         |
| 60 m          | Josef Lomický 6.73       | Luboš Chochlík 6.79      | Radek Oral 6.97               |
| 200 m         | Luboš Balošák 21.69      | Josef Lomický 21.87      | Zoltán Jurík 22.25            |
| 400 m         | Miroslav Púchovský 47.97 | Jindřich Roun 48.62      | Pavel Hýsek 48.84             |
| 800 m         | Luboš Šubrt 1:52.73      | Henrik Keleneyi 1:53.30  | Jaroslav Kvapil 1:53.52       |
| 1500 m        | Lubomír Tesáček 3:46.38  | Miroslav Semerád 3:50.54 | Martin Jauernig 3:50.99       |
| 3000 m        | Lubomír Tesáček 8:04.36  | Ivan Demský 8:11.41      | Jiří Klesnil 8:15.72          |
| 60 m př.      | Jiří Hudec 7.81          | Aleš Höffer 7.93         | Jan Těšitel 7.96              |
| Skok do výšky | Josef Hrabal 223         | Jindřich Vondra 221      | Michal Pogány a Ján Zvara 215 |
| Skok o tyči   | Boleslav Patera 520      | Pavel Sluka 510          | Marián Žigala 510             |
| Skok daleký   | Zdeněk Hanáček 791       | Jan Leitner 777          | Roman Zrun 773                |
| Trojskok      | Milan Kořínek 16.25      | Ivo Bilík 16.15          | Milan Mikuláš 15.41           |
| Vrh koulí     | Remigius Machura 20.80   | Josef Kubeš 20.06        | Karel Šula 19.69              |

### Ženy
| Soutěž        | Zlato                       | Stříbro                 | Bronz                                                   |
| 60 m          | Taťána Kocembová 7.37       | Helena Syrůčková 7.60   | Soňa Tomová 7.66                                        |
| 200 m         | Renata Černochová 24.76     | Emília Danišková 24.79  | Eva Fabiánová 25.30                                     |
| 400 m         | Taťána Kocembová 50.76      | Jana Šlégrová 55.16     | Petra Pokorná 55.29                                     |
| 800 m         | Miroslava Dobiašová 2:10.89 | Renata Prouzová 2:11.37 | Lenka Podlešáková 2:13.57                               |
| 1500 m        | Jana Červenková 4:19.88     | Sylvia Pajanová 4:35.46 | Beáta Púchovská 4:36.39                                 |
| 3000 m        | Sylvia Pajanová 9:43.56     | Věra Nožičková 9:50.90  | Terézia Halenárová 10:23.82                             |
| 60 m př.      | Jitka Tesárková 8.26        | Iveta Tesařová 8.46     | Helena Otáhalová 8.72                                   |
| Skok do výšky | Ivana Jobbová 189           | Ivana Geržová 183       | Zdena Boukalová Jana Brenkusová Ladislava Šimáčková 180 |
| Skok daleký   | Jarmila Strejčková 623      | Renata Staňová 620      | Ludmila Jimramovská 619                                 |
| Vrh koulí     | Alena Vitoulová 16.88       | Soňa Vašíčková 16.73    | Pavlína Onderišinová 14.06                              |